# Chesapeake (Virginia)
Chesapeake ist eine kreisfreie Stadt in der Region South Hampton Roads im Osten des US-Bundesstaates Virginia. Das U.S. Census Bureau hat bei der Volkszählung 2020 eine Einwohnerzahl von 249.422 ermittelt.

## Geschichte
Die Stadt entstand erst 1963 aus dem Zusammenschluss der Stadt South Norfolk mit dem Norfolk County. Der Name City of Chesapeake wurde per Volksabstimmung ausgewählt.

## Einwohnerentwicklung
| Jahr | Einwohner¹ |
| ---- | ---------- |
| 1980 | 114.486    |
| 1990 | 151.982    |
| 2000 | 199.184    |
| 2010 | 222.209    |
| 2020 | 249.422    |

¹ 1980–2020: Volkszählungsergebnisse

## Angrenzende Countys und Städte
- Portsmouth (Virginia) (nördlich)
- Norfolk (Virginia) (nördlich)
- Virginia Beach (östlich)
- Currituck County (südlich)
- Camden County (North Carolina) (südlich)
- Suffolk (Virginia) (westlich)

## Söhne und Töchter der Stadt
- Orlandus Wilson (1917–1998), Gospelsänger und Arrangeur
- Randy Forbes (* 1952), Politiker
- Kenny Easley (* 1959), American-Football-Spieler
- Alonzo Mourning (* 1970), Basketballspieler
- Nate Smith (* 1974), Jazzmusiker (Schlagzeug)
- Dré Bly (* 1977), American-Football-Spieler
- Edward Seward (* 1978), Basketballspieler
- Spencer Ross (* 1981), Basketballspieler
- Michael Copon (* 1982), Schauspieler, Model und Sänger
- Percy Harvin (* 1988), American-Football-Spieler
- Chris Rumble (* 1990), Eishockeyspieler
- Grant Holloway (* 1997), Leichtathlet
- Josh Sweat (* 1997), American-Football-Spieler
- Quincy Wilson (* 2008), Sprinter